# Apple Silicon
Apple Silicon è una serie di system-on-a-chip (SoC) progettati da Apple per dispositivi di propria produzione: iPhone, iPad, iPod touch, Apple Watch, Apple TV, HomePod e, dal 2020, anche per Mac.
I SoC Apple contengono al loro interno una serie di componenti a cui viene attribuito uno scopo specifico:
- CPU: il coprocessore che si occupa dell'elaborazione seriale sequenziale delle istruzioni aritmetiche e di calcolo;
- GPU: il coprocessore che si occupa dell'elaborazione parallela delle istruzioni grafiche tridimensionali;
- NPU: il coprocessore dedicato al Neural Engine, per l’apprendimento integrato (machine learning) e per la realtà aumentata;
- ISP: il coprocessore che si occupa delle elaborazioni delle immagini raccolte dal sensore fotografico;
- Mx: il coprocessore che si occupa della raccolta dati dei sensori integrati (accelerometro, giroscopio, bussola, barometro);
- SEP: il coprocessore che si occupa della protezione dei dati personali tramite chiavi crittografate[1];

Altri che formano un sistema in un unico chipset.

## Prima del lancio
Prima dell'introduzione della serie di SoC Apple "A", Apple ha utilizzato 4 diversi SoC nelle prime revisioni di iPhone e iPod touch. Sono stati progettati da Apple e prodotti da Samsung. Integrano un singolo core di elaborazione basato su istruzioni ARM (date in licenza) , un'unità di elaborazione grafica (GPU) e altra elettronica necessaria per fornire funzioni di calcolo mobile all'interno di un singolo pacchetto fisico.
| Codice                  | Codice               | APL0098 (S5L8900)                        | APL0278 (S5L8720)                        | APL0298 (S5L8920)       | APL2298 (S5L8922)           |
| ----------------------- | -------------------- | ---------------------------------------- | ---------------------------------------- | ----------------------- | --------------------------- |
| Immagine                |                      |                                          |                                          |                         |                             |
| Set istruzione (ISA)    | Set istruzione (ISA) | ARMv6                                    | ARMv6                                    | ARMv7                   | ARMv7                       |
| Architettura            | Architettura         | ?                                        | ?                                        | ?                       | ?                           |
| Lancio                  | Lancio               | giugno 2007                              | settembre 2008                           | giugno 2009             | settembre 2009              |
| Dispositivi             | Dispositivi          | iPhone 2G iPhone 3G iPod touch (1ª gen.) | iPod touch (2ª gen.) iPod nano (4ª gen.) | iPhone 3GS              | iPod touch (3ª gen.)        |
| Caratteristiche fisiche | Volume               | 72 mm²                                   | 36 mm²                                   | 71,8 mm²                | 41,6 mm²                    |
| Caratteristiche fisiche | Litografia           | 90 nm                                    | 65 nm                                    | 65 nm                   | 45 nm                       |
| Caratteristiche fisiche | Processo             | ?                                        | ?                                        | ?                       | ?                           |
| Caratteristiche fisiche | Nº transistor        | ?                                        | ?                                        | ?                       | ?                           |
| Caratteristiche fisiche | Thermal (TDP)        | 1 W                                      | 1 W                                      | 1 W                     | 1 W                         |
| CPU                     | Nº core              | 1                                        | 1                                        | 1                       | 1                           |
| CPU                     | Frequenza (nome)     | 412 MHz (ARM11)                          | 412-533 MHz (ARM11)                      | 600 MHz (ARM Cortex-A8) | 600-800 MHz (ARM Cortex-A8) |
| CPU                     | Cache L1 (per core)  | 16+16 KB                                 | 16+16 KB                                 | 32+32 KB                | 32+32 KB                    |
| CPU                     | Cache L2 (condiviso) | ✘                                        | ✘                                        | 256 KB                  | 256 KB                      |
| CPU                     | Cache L3 (condiviso) | ✘                                        | ✘                                        | ✘                       | ✘                           |
| GPU                     | Nome (modello)       | PowerVR MBX Lite (130 nm)                | PowerVR MBX Lite (130 nm)                | PowerVR SGX535          | PowerVR SGX535              |
| GPU                     | Nº core              | 1                                        | 1                                        | 1                       | 1                           |
| GPU                     | Frequenza            | 60-103 MHz                               | 103-133 MHz                              | 200 MHz                 | 200 MHz                     |
| RAM                     | Tipo                 | LPDDR-266                                | LPDDR-266                                | LPDDR-400               | LPDDR-400                   |
| RAM                     | Dimensione           | 128 MB                                   | 128 MB                                   | 128 MB                  | 256 GB                      |
| RAM                     | Larghezza del canale | 16 bit                                   | 32 bit                                   | 32 bit                  | 32 bit                      |
| RAM                     | Larghezza di banda   | 533 MB/s                                 | 1,6 GB/s                                 | 1,6 GB/s                | 1,6 GB/s                    |
| Produttore              | Produttore           | Samsung                                  | Samsung                                  | Samsung                 | Samsung                     |

## Serie A
Apple A è la prima serie di SoC Apple lanciata nella famiglia Apple Silicon, e viene utilizzata su iPhone, iPad, iPod touch e Apple TV. Integrano uno o più core di elaborazione basati su ARM (CPU), un'unità di elaborazione grafica (GPU), memoria cache e altra elettronica necessaria per fornire funzioni di calcolo mobile all'interno di un singolo pacchetto fisico. Sono progettati da Apple e prodotti inizialmente da Samsung e successivamente da TSMC.

### 2010-2015
- Apple A4, il primo SoC Apple, lanciato nel 2010 con iPhone 4;
- Apple A6, il primo SoC Apple con abbandono definitivo dei Core CPU (Cortex-A) di ARM in favore di quelli proprietari;
- Apple A7, il primo SoC Apple a 64 bit e che integra anche il nuovo coprocessore di movimento M7 (lanciato nel 2013 con iPhone 5S);
- Apple A8, il primo SoC Apple con processo FinFET;

Fonti utili:
|                         |                      | A4                                                    | A5                                                                    | A6                        | A7                                                    | A8                                                                 | A9                                                     | A9                                                     |
| ----------------------- | -------------------- | ----------------------------------------------------- | --------------------------------------------------------------------- | ------------------------- | ----------------------------------------------------- | ------------------------------------------------------------------ | ------------------------------------------------------ | ------------------------------------------------------ |
| Codice                  | Codice               | APL0398                                               | APL0498                                                               | APL0598                   | APL0698                                               | APL1011                                                            | APL1022                                                | APL0898                                                |
| Immagine                |                      |                                                       |                                                                       |                           |                                                       |                                                                    |                                                        |                                                        |
| Set istruzione (ISA)    | Set istruzione (ISA) | ARMv7                                                 | ARMv7                                                                 | ARMv7s                    | ARMv8.0-A                                             | ARMv8.0-A                                                          | ARMv8.0-A                                              | ARMv8.0-A                                              |
| Architettura            | Architettura         | 32 bit                                                | 32 bit                                                                | 32 bit                    | 64 bit                                                | 64 bit                                                             | 64 bit                                                 | 64 bit                                                 |
| Lancio                  | Lancio               | aprile 2010                                           | marzo 2011                                                            | settembre 2012            | settembre 2013                                        | settembre 2014                                                     | settembre 2015                                         | settembre 2015                                         |
| Dispositivi             | Dispositivi          | iPhone 4 iPad iPod touch (4ª gen.) Apple TV (2ª gen.) | iPhone 4S iPad mini (1ª gen.) iPod touch (5ª gen.) Apple TV (3ª gen.) | iPhone 5 iPhone 5c iPad 2 | iPhone 5s iPad Air (1ª gen.) iPad mini (2ª e 3ª gen.) | iPhone 6 e 6 Plus iPad mini (4ª gen.) iPod touch (6ª gen.) HomePod | iPhone 6s e 6s Plus iPhone SE (1ª gen.) iPad (5ª gen.) | iPhone 6s e 6s Plus iPhone SE (1ª gen.) iPad (5ª gen.) |
| Caratteristiche fisiche | Volume               | 53,3 mm²                                              | 122,2 mm²                                                             | 96,71 mm²                 | 104 mm²                                               | 89 mm²                                                             | 104,5 mm²                                              | 96,0 mm²                                               |
| Caratteristiche fisiche | Litografia           | 45 nm                                                 | 45 nm / 32 nm                                                         | 32 nm                     | 28 nm                                                 | 20 nm                                                              | 16 nm                                                  | 14 nm                                                  |
| Caratteristiche fisiche | Processo             | -                                                     | HKMG                                                                  | HKMG                      | HKMG                                                  | FinFET                                                             | FinFET                                                 | FinFET                                                 |
| Caratteristiche fisiche | Nº transistor        | 149 milioni                                           | 200 milioni                                                           | 740 milioni               | 1 miliardo                                            | 2 miliardi                                                         | 2 miliardi                                             | 2 miliardi                                             |
| Caratteristiche fisiche | Thermal (TDP)        | 5 W                                                   | 5 W                                                                   | 5 W                       | 5 W                                                   | 5 W                                                                | 5 W                                                    | 5 W                                                    |
| CPU                     | Nº core              | 1                                                     | 2                                                                     | 2                         | 2                                                     | 2                                                                  | 2                                                      | 2                                                      |
| CPU                     | Frequenza (nome)     | 1 × 800 MHz (ARM Cortex-A8)                           | 2 × 800 MHz (ARM Cortex-A9)                                           | 2 × 1,3 GHz (Swift)       | 2 × 1,4 GHz (Cyclone)                                 | 2 × 1,4 GHz (Typhoon)                                              | 2 × 1,85 GHz (Twister)                                 | 2 × 1,85 GHz (Twister)                                 |
| CPU                     | Cache L1 (per core)  | 1 × (32+32 KB)                                        | 2 × (32+32 KB)                                                        | 2 × (32+32 KB)            | 2 × (64+64 KB)                                        | 2 × (64+64 KB)                                                     | 2 × (64+64 KB)                                         | 2 × (64+64 KB)                                         |
| CPU                     | Cache L2 (condiviso) | 512 KB                                                | 1 MB                                                                  | 1 MB                      | 1 MB                                                  | 1 MB                                                               | 3 MB                                                   | 3 MB                                                   |
| CPU                     | Cache L3 (condiviso) | ✘                                                     | ✘                                                                     | ✘                         | 4 MB                                                  | 4 MB                                                               | 4 MB                                                   | 4 MB                                                   |
| GPU                     | Nome (modello)       | PowerVR (SGX535)                                      | PowerVR (SGX543MP2)                                                   | PowerVR (SGX543MP3)       | PowerVR (G6430)                                       | PowerVR (GX6450)                                                   | PowerVR (GT7600)                                       | PowerVR (GT7600)                                       |
| GPU                     | Nº core              | 1                                                     | 2                                                                     | 3                         | 4                                                     | 4                                                                  | 6                                                      | 6                                                      |
| GPU                     | Frequenza            | 200 MHz                                               | 200 MHz                                                               | 266 MHz                   | 450 MHz                                               | 533 MHz                                                            | 600 MHz                                                | 600 MHz                                                |
| RAM                     | Tipo                 | LPDDR-400                                             | LPDDR2-800                                                            | LPDDR2-1066               | LPDDR3-2133                                           | LPDDR3-2133                                                        | LPDDR4-3200                                            | LPDDR4-3200                                            |
| RAM                     | Dimensione           | 512 MB                                                | 512 MB                                                                | 512 MB                    | 1 GB                                                  | 1 GB                                                               | 2 GB                                                   | 2 GB                                                   |
| RAM                     | Larghezza del canale | 32 bit                                                | 32 bit                                                                | 32 bit                    | 64 bit                                                | 64 bit                                                             | 64 bit                                                 | 64 bit                                                 |
| RAM                     | Larghezza di banda   | 1,6 GB/s                                              | 6,4 GB/s                                                              | 8,5 GB/s                  | 12,8 GB/s                                             | 12,8 GB/s                                                          | 25,6 GB/s                                              | 25,6 GB/s                                              |
| Altri componenti        | Coprocessore M       | ✘                                                     | ✘                                                                     | ✘                         | M7                                                    | M8                                                                 | M9                                                     | M9                                                     |
| Altri componenti        | Secure Enclave       | ✘                                                     | ✘                                                                     | ✘                         | ✔                                                     | ✔                                                                  | ✔                                                      | ✔                                                      |
| Produttore              | Produttore           | Samsung                                               | Samsung / TSMC                                                        | Samsung                   | Samsung                                               | Samsung                                                            | TSMC                                                   | Samsung                                                |

### 2016-2021
- Apple A10 Fusion è il primo SoC che sfrutta il sistema big.LITTLE, ossia, una tecnologia che fa uso di due gruppi di Core CPU differenti: i primi per carichi prestazioni (big) e i secondi per meno prestanti (LITTLE), con il vantaggio di ottenere così un maggior risparmio energetico;
- Apple A11 Bionic è il primo SoC che dispone della prima GPU progettata da Apple (che darà abbandono definitivo alle PowerVR di Imagination Technologies) e, allo stesso tempo, introduce la prima NPU dedicata al Neural Engine;
- Apple A12 Bionic implementa l'encoder sia del codec H.265 (HEVC 8-bit e 10-bit) che del codec VP9.

|                         |                      |                      | A10 Fusion                                                                          | A11 Bionic                            | A12 Bionic                                                                                          | A13 Bionic                                                                             | A14 Bionic                                                                                              | A15 Bionic |
| ----------------------- | -------------------- | -------------------- | ----------------------------------------------------------------------------------- | ------------------------------------- | --------------------------------------------------------------------------------------------------- | -------------------------------------------------------------------------------------- | --- | --- |
| Codice                  | Codice               | Codice               | APL1W24                                                                             | APL1W72                               | APL1W81                                                                                             | APL1W85                                                                                | APL1W87                                                                                                 | APL1W07 |
| Immagine                |                      |                      |                                                                                     |                                       | |                                                                                        | | |
| Set istruzione (ISA)    | Set istruzione (ISA) | Set istruzione (ISA) | ARMv8.1-A                                                                           | ARMv8.2-A                             | ARMv8.3-A                                                                                           | ARMv8.4-A                                                                              | ARMv8.5-A                                                                                               | ARMv8.5-A |
| Lancio                  | Lancio               | Lancio               | settembre 2016                                                                      | settembre 2017                        | settembre 2018                                                                                      | settembre 2019                                                                         | settembre 2020                                                                                          | settembre 2021 |
| Dispositivi             | Dispositivi          | Dispositivi          | - iPhone 7 - iPhone 7 Plus - iPad (6ª gen.) - iPad (7ª gen.) - iPod touch (7ª gen.) | - iPhone X - iPhone 8 - iPhone 8 Plus | - iPhone XR - iPhone XS - iPhone XS Max - iPad (8ª gen.) - iPad Air (3ª gen.) - iPad mini (5ª gen.) | - iPhone 11 - iPhone 11 Pro - iPhone 11 Pro Max - iPhone SE (2ª gen.) - iPad (9ª gen.) | - iPhone 12 mini - iPhone 12 - iPhone 12 Pro - iPhone 12 Pro Max - iPad (10ª gen.) - iPad Air (4ª gen.) | - iPhone 13 mini - iPhone 13 - iPhone 13 Pro - iPhone 13 Pro Max - iPhone SE (3° gen.) - iPhone 14 - iPhone 14 Plus - iPad mini (6ª gen.) |
| Caratteristiche fisiche | Dimensione           | Dimensione           |                                                                                     |                                       | 9,89 × 8,42 mm                                                                                      | 10,67 × 9,23 mm                                                                        | | 12,55 x 8,58 mm |
| Caratteristiche fisiche | Volume               | Volume               | 125 mm²                                                                             | 87,66 mm²                             | 83,27 mm²                                                                                           | 94,48 mm²                                                                              | 88 mm²                                                                                                  | 107,68 mm² |
| Caratteristiche fisiche | Litografia           | Litografia           | 16 nm                                                                               | 10 nm                                 | 7 nm                                                                                                | 7 nm+ (EUV)                                                                            | 5 nm (EUV)                                                                                              | 5 nm+ (EUV) |
| Caratteristiche fisiche | Processo             | Processo             | FinFET                                                                              | FinFET                                | FinFET                                                                                              | FinFET                                                                                 | FinFET                                                                                                  | FinFET |
| Caratteristiche fisiche | Nº transistor        | Nº transistor        | 3,3 miliardi                                                                        | 4,3 miliardi                          | 6,9 miliardi                                                                                        | 8,5 miliardi                                                                           | 11,8 miliardi                                                                                           | 15,0 miliardi |
| Caratteristiche fisiche | Thermal (TDP)        | Thermal (TDP)        | 5 W                                                                                 | 8 W                                   | 6 W                                                                                                 | 6 W                                                                                    | 6 W | |
| CPU                     | Nº core CPU          | Nº core CPU          | Quad-Core (4)                                                                       | Hexa-Core (6)                         | Hexa-Core (6)                                                                                       | Hexa-Core (6)                                                                          | Hexa-Core (6)                                                                                           | Hexa-Core (6) |
| CPU                     | Core High            | Nome                 | Hurricane                                                                           | Monsoon                               | Vortex                                                                                              | Lightning                                                                              | Firestorm                                                                                               | Avalanche |
| CPU                     | Core High            | Frequenza            | 2 × (2,34 GHz)                                                                      | 2 × (2,39 GHz)                        | 2 × (2,49 GHz)                                                                                      | 2 × (2,66 GHz)                                                                         | 2 × (2,99 GHz)                                                                                          | 2 × (3,23 GHz) |
| CPU                     | Core High            | Cache L1             | n. core × (64+64 KB)                                                                | n. core × (64+64 KB)                  | n. core × (128+128 KB)                                                                              | n. core × (128+128 KB)                                                                 | n. core × (192+128 KB)                                                                                  | n. core × (192+128 KB) |
| CPU                     | Core High            | Decode               | 2 × (6-Wide)                                                                        | 2 × (7-Wide)                          | 2 × (7-Wide)                                                                                        | 2 × (8-Wide)                                                                           | 2 × (8-Wide)                                                                                            | ? |
| CPU                     | Core Low             | Nome                 | Zephyr                                                                              | Mistral                               | Tempest                                                                                             | Thunder                                                                                | Icestorm                                                                                                | Blizzard |
| CPU                     | Core Low             | Frequenza            | 2 × (1,30 GHz)                                                                      | 4 × (1,42 GHz)                        | 4 × (1,59 GHz)                                                                                      | 4 × (1,73 GHz)                                                                         | 4 × (1,82 GHz)                                                                                          | 4 × (2,01 GHz) |
| CPU                     | Core Low             | Cache L1             | n. core × (32+32 KB)                                                                | n. core × (32+32 KB)                  | n. core × (32+32 KB)                                                                                | n. core × (48+48 KB)                                                                   | n. core × (64+64 KB)                                                                                    | n. core × (128+64 KB) |
| CPU                     | Core Low             | Decode               | 2 × (3-Wide)                                                                        | 4 × (3-Wide)                          | 4 × (3-Wide)                                                                                        | 4 × (3-Wide)                                                                           | ? | ? |
| CPU                     | Cache L2 (condiviso) | Cache L2 (condiviso) | 3 MB                                                                                | 8 MB                                  | 8 MB                                                                                                | 12 MB                                                                                  | 12 MB                                                                                                   | 16 MB |
| CPU                     | Cache L3 (condiviso) | Cache L3 (condiviso) | 4 MB                                                                                | ✘                                     | ✘                                                                                                   | 16 MB                                                                                  | 16 MB                                                                                                   | 32 MB |
| HMP                     | HMP                  | HMP                  | ✘                                                                                   | ✔                                     | ✔                                                                                                   | ✔                                                                                      | ✔ | ✔ |
| GPU                     | Nome (modello)       | Nome (modello)       | PowerVR (GT7600 Plus)                                                               | Apple GPU                             | Apple GPU                                                                                           | Apple GPU                                                                              | Apple GPU                                                                                               | Apple GPU |
| GPU                     | Nº core              | Nº core              | 6                                                                                   | 3                                     | 4                                                                                                   | 4                                                                                      | 4 | 4/5 |
| GPU                     | Frequenza            | Frequenza            | 650 MHz                                                                             | 900 MHz                               | 1,1 GHz                                                                                             | 1,350 GHz                                                                              | 1,463 GHz                                                                                               | 1,338 GHz |
| GPU                     | Velocità             | Velocità             | 115 GFLOPS                                                                          | 325 GFLOPS                            | 487,5 GFLOPS                                                                                        | ?                                                                                      | ? | 1,712 TFLOPS |
| NPU                     | Nome                 | Nome                 | ✘                                                                                   | Apple NPU                             | Apple NPU                                                                                           | Apple NPU                                                                              | Apple NPU                                                                                               | Apple NPU |
| NPU                     | Nº core              | Nº core              | ✘                                                                                   | Dual-Core (2)                         | Octa-Core (8)                                                                                       | Octa-Core (8)                                                                          | Hexadeca-Core (16)                                                                                      | Hexadeca-Core (16) |
| NPU                     | TOPs                 | TOPs                 | ✘                                                                                   | 0,0006                                | 0,005                                                                                               | 1,0                                                                                    | 11,0 | 15,8 |
| RAM                     | Tipo                 | Tipo                 | LPDDR4-3200                                                                         | LPDDR4X-4266                          | LPDDR4X-4266                                                                                        | LPDDR4X-4266                                                                           | LPDDR4X-4266                                                                                            | LPDDR4X-4266 |
| RAM                     | Dimensione           | Dimensione           | 2/3 GB                                                                              | 2/3 GB                                | 3/4 GB                                                                                              | 4 GB                                                                                   | 4/6 GB                                                                                                  | 4/6 GB |
| RAM                     | Larghezza del canale | Larghezza del canale | 64 bit                                                                              | 64 bit                                | 64 bit                                                                                              | 64 bit                                                                                 | 64 bit                                                                                                  | 64 bit |
| RAM                     | Larghezza di banda   | Larghezza di banda   | 25,6 GB/s                                                                           | 34,1 GB/s                             | 34,1 GB/s                                                                                           | 34,1 GB/s                                                                              | 34,1 GB/s                                                                                               | 34,1 GB/s |
| Altri componenti        | Coprocessore M       | Coprocessore M       | M10                                                                                 | M11                                   | M12                                                                                                 | ✘                                                                                      | ✘ | ✘ |
| Altri componenti        | Secure Enclave       | Secure Enclave       | ✔                                                                                   | ✔                                     | ✔                                                                                                   | ✔                                                                                      | ✔ | ✔ |
| Produttore              | Produttore           | Produttore           | TSMC                                                                                | TSMC                                  | TSMC                                                                                                | TSMC                                                                                   | TSMC | TSMC |

### 2022-2023
|                         |                      |                      | A16 Bionic                                                       | A17 Pro                             | A18                                       | A18 Pro                             |
| ----------------------- | -------------------- | -------------------- | ---------------------------------------------------------------- | ----------------------------------- | ----------------------------------------- | ----------------------------------- |
| Codice                  | Codice               | Codice               | APL1W10                                                          | APL1V02                             | APL1V08                                   | APL1V07                             |
| Immagine                |                      |                      |                                                                  |                                     |                                           |                                     |
| Set istruzione (ISA)    | Set istruzione (ISA) | Set istruzione (ISA) | ARMv8.6-A                                                        | ARMv8.6-A                           | ARMv9.2-A                                 | ARMv9.2-A                           |
| Lancio                  | Lancio               | Lancio               | settembre 2022                                                   | settembre 2023                      | settembre 2024                            | settembre 2024                      |
| Dispositivi             | Dispositivi          | Dispositivi          | - iPhone 14 Pro - iPhone 14 Pro Max - iPhone 15 - iPhone 15 Plus | - iPhone 15 Pro - iPhone 15 Pro Max | - iPhone 16 - iPhone 16 Plus - iPhone 16e | - iPhone 16 Pro - iPhone 16 Pro Max |
| Caratteristiche fisiche | Dimensione           | Dimensione           | 8,47 × 13,62 mm                                                  | 8,58 × 13,26 mm                     | 7,84 × 11,79 mm                           | 8,44 × 13,00 mm                     |
| Caratteristiche fisiche | Volume               | Volume               | 115,36 mm²                                                       | 113,77 mm²                          | 92,43 mm²                                 | 109,72 mm²                          |
| Caratteristiche fisiche | Litografia           | Litografia           | 5 nm+ (EUV) (TSMC N4)                                            | 3 nm (EUV) (TSMC N3B)               | 3 nm (EUV) (TSMC N3E)                     | 3 nm (EUV) (TSMC N3E)               |
| Caratteristiche fisiche | Processo             | Processo             | FinFET                                                           | FinFET                              | FinFET                                    | FinFET                              |
| Caratteristiche fisiche | Nº transistor        | Nº transistor        | 16,0 miliardi                                                    | 19,0 miliardi                       | 15,2 miliardi                             | ?                                   |
| Caratteristiche fisiche | Thermal (TDP)        | Thermal (TDP)        | ?                                                                | ?                                   | ?                                         | ?                                   |
| CPU                     | Nº core CPU          | Nº core CPU          | Hexa-Core (6)                                                    | Hexa-Core (6)                       | Hexa-Core (6)                             | Hexa-Core (6)                       |
| CPU                     | Core High            | Nome                 | Everest                                                          | ?                                   | ?                                         | ?                                   |
| CPU                     | Core High            | Frequenza            | 2 × (3,46 GHz)                                                   | 2 × (3,78 GHz)                      | 2 × (4,04 GHz)                            | 2 × (4,04 GHz)                      |
| CPU                     | Core High            | Cache L1             | n. core × (192+128 KB)                                           | n. core × (192+128 KB)              | n. core × (192+128 KB)                    | n. core × (192+128 KB)              |
| CPU                     | Core High            | Cache L2 (condiviso) | 16 MB                                                            | 16 MB                               | 8 MB                                      | 16 MB                               |
| CPU                     | Core High            | Decode               |                                                                  |                                     |                                           |                                     |
| CPU                     | Core Low             | Nome                 | Sawtooth                                                         | ?                                   | ?                                         | ?                                   |
| CPU                     | Core Low             | Frequenza            | 4 × (2,02 GHz)                                                   | 4 × (2,11 GHz)                      | 4 × (2,42 GHz)                            | 4 × (2,42 GHz)                      |
| CPU                     | Core Low             | Cache L1             | 4 × (128+64 KB)                                                  | 4 × (128+64 KB)                     | 4 × (128+64 KB)                           | 4 × (128+64 KB)                     |
| CPU                     | Core Low             | Cache L2 (condiviso) | 4 MB                                                             | 4 MB                                | 4 MB                                      | 4 MB                                |
| CPU                     | Core Low             | Decode               |                                                                  |                                     |                                           |                                     |
| CPU                     | Cache L3 (condiviso) | Cache L3 (condiviso) | 24 MB                                                            | 24 MB                               | 12 MB                                     | 24 MB                               |
| CPU                     | HMP                  | HMP                  | ✔                                                                | ✔                                   | ✔                                         | ✔                                   |
| GPU                     | Nome (modello)       | Nome (modello)       | Apple GPU                                                        | Apple GPU                           | Apple GPU                                 | Apple GPU                           |
| GPU                     | Nº core              | Nº core              | 5                                                                | 6                                   | 5                                         | 6                                   |
| GPU                     | Frequenza            | Frequenza            | 1,338 GHz                                                        | 1,338 GHz                           | 1,338 GHz                                 | 1,470 GHz                           |
| GPU                     | Velocità             | Velocità             | -                                                                | -                                   | -                                         | -                                   |
| NPU                     | Nome                 | Nome                 | Apple NPU                                                        | Apple NPU                           | Apple NPU                                 | Apple NPU                           |
| NPU                     | Nº core              | Nº core              | Hexadeca-Core (16)                                               | Hexadeca-Core (16)                  | Hexadeca-Core (16)                        | Hexadeca-Core (16)                  |
| NPU                     | TOPs                 | TOPs                 | 17,0                                                             | 35,0                                | 35,0                                      | 35,0                                |
| RAM                     | Tipo                 | Tipo                 | LPDDR5-6400                                                      | LPDDR5-6400                         | LPDDR5-7500                               | LPDDR5-7500                         |
| RAM                     | Dimensione           | Dimensione           | 6 GB                                                             | 8 GB                                | 8 GB                                      | 8 GB                                |
| RAM                     | Larghezza del canale | Larghezza del canale | 64 bit                                                           | 64 bit                              | 64 bit                                    | 64 bit                              |
| RAM                     | Larghezza di banda   | Larghezza di banda   | 51,2 GB/s                                                        | 51,2 GB/s                           | 60 GB/s                                   | 60 GB/s                             |
| Altri componenti        | Coprocessore M       | Coprocessore M       | ✘                                                                | ✘                                   | ✘                                         | ✘                                   |
| Altri componenti        | Secure Enclave       | Secure Enclave       | ✔                                                                | ✔                                   | ✔                                         | ✔                                   |
| Produttore              | Produttore           | Produttore           | TSMC                                                             | TSMC                                | TSMC                                      | TSMC                                |

## Serie AX
Apple AX è una serie di SoC Apple progettati specificatamente per ambiente iPad sulla base dei chip della serie A.

### 2011-2015
- Apple A5X, il primo SoC Apple creato specificamente per iPad, lanciato nel 2012;[19]
- Apple A8X, il primo SoC Apple a 64 bit per iPad, lanciato nel 2014;

|                         |                      | A5X                   | A6X                 | A8X                   | A9X                    |
| ----------------------- | -------------------- | --------------------- | ------------------- | --------------------- | ---------------------- |
| Codice                  | Codice               | APL5498               | APL5598             | APL1012               | APL1021                |
| Immagine                |                      |                       |                     |                       |                        |
| Set istruzione (ISA)    | Set istruzione (ISA) | ARMv7                 | ARMv7s              | ARMv8.0-A             | ARMv8.0-A              |
| Architettura            | Architettura         | 32 bit                | 32 bit              | 64 bit                | 64 bit                 |
| Lancio                  | Lancio               | marzo 2012            | novembre 2012       | ottobre 2014          | settembre 2015         |
| Dispositivi             | Dispositivi          | iPad (3ª gen.)        | iPad (4ª gen.)      | iPad Air (2ª gen.)    | iPad Pro (1ª gen.)     |
| Caratteristiche fisiche | Volume               | 165 mm²               | 123 mm²             | 128 mm²               | 143,9 mm²              |
| Caratteristiche fisiche | Litografia           | 45 nm                 | 32 nm               | 20 nm                 | 16 nm                  |
| Caratteristiche fisiche | Processo             | -                     | HKMG                | HKMG                  | FinFET                 |
| Caratteristiche fisiche | Nº transistor        |                       |                     |                       |                        |
| CPU                     | Nº core              | 2                     | 2                   | 3                     | 2                      |
| CPU                     | Frequenza (nome)     | 2 × 1 GHz (Cortex-A8) | 2 × 1,4 GHz (Swift) | 3 × 1,5 GHz (Typhoon) | 2 × 2,26 GHz (Twister) |
| CPU                     | Cache L1 (per core)  | 1 × (32+32 KB)        | 2 × (32+32 KB)      | 2 × (64+65 KB)        | 2 × (64+64 KB)         |
| CPU                     | Cache L2 (condiviso) | 1 MB                  | 1 MB                | 2 MB                  | 3 MB                   |
| CPU                     | Cache L3 (condiviso) | ✘                     | ✘                   | 4 MB                  | ✘                      |
| GPU                     | Nome (modello)       | PowerVR (SGX543MP2)   | PowerVR (SGX554MP4) | PowerVR (GXA6850)     | PowerVR (GTA7850)      |
| GPU                     | Nº core              | 4                     | 4                   | 8                     | 12                     |
| GPU                     | Frequenza            | 200 MHz               | 266 MHz             | 450 MHz               | 650 MHz                |
| RAM                     | Tipo                 | LPDDR2-800            | LPDDR2-1066         | LPDDR3-2133           | LPDDR4-3200            |
| RAM                     | Dimensione           | 1 GB                  | 1 GB                | 2 GB                  | 4 GB                   |
| RAM                     | Larghezza del canale | 32 bit                | 32 bit              | 64 bit                | 128 bit                |
| RAM                     | Larghezza di banda   | 12,8 GB/s             | 17,1 GB/s           | 25,6 GB/s             | 51,2 GB/s              |
| Altri componenti        | Coprocessore M       | ✘                     | ✘                   | M8                    | M9                     |
| Altri componenti        | Secure Enclave       | ✘                     | ✘                   | ✔                     | ✔                      |
| Produttore              | Produttore           | Samsung               | Samsung             | Samsung               | TSMC                   |

### 2016-2020
- Apple A12Z, è il primissimo SoC Apple inserito dentro a un Mac mini dedicato esclusivamente ad uso dimostrativo (con sistema operativo macOS Big Sur) per lo sviluppo di applicativi desktop su architettura ARM.
- Apple A12Z Bionic LTE si trova su un sistema su un chip (SoC). Il cellulare LTE integrato consente download molto più veloci rispetto alle vecchie tecnologie 3G.[20]

| Nome                    | Nome                 | Nome                 | A10X                           | A12X                   | A12Z                              |
| ----------------------- | -------------------- | -------------------- | ------------------------------ | ---------------------- | --------------------------------- |
| Codice                  | Codice               | Codice               | APL1071                        | APL1083                | APL1083                           |
| Immagine                |                      |                      |                                |                        |                                   |
| Set istruzione (ISA)    | Set istruzione (ISA) | Set istruzione (ISA) | ARMv8.0-A                      | ARMv8.3-A              | ARMv8.3-A                         |
| Architettura            | Architettura         | Architettura         | 64 bit                         | 64 bit                 | 64 bit                            |
| Lancio                  | Lancio               | Lancio               | giugno 2017                    | ottobre 2018           | marzo 2020                        |
| Dispositivi             | Dispositivi          | Dispositivi          | iPad Pro (2ª gen.) Apple TV 4K | iPad Pro (3ª gen.)     | iPad Pro (4ª gen.) Mac mini (DTK) |
| Caratteristiche fisiche | Dimensione           | Dimensione           |                                | 10,1 × 12,6 mm         | 10,1 × 12,6 mm                    |
| Caratteristiche fisiche | Volume               | Volume               | 96,4 mm²                       | 118,5 mm²              | 118,5 mm²                         |
| Caratteristiche fisiche | Litografia           | Litografia           | 10 nm                          | 7 nm(EUV)              | 7 nm(EUV)                         |
| Caratteristiche fisiche | Processo             | Processo             | FinFET                         | FinFET                 | FinFET                            |
| Caratteristiche fisiche | Nº transistor        | Nº transistor        |                                | 9,8 miliardi           | 9,8 miliardi                      |
| CPU                     | Nº core              | Nº core              | 6                              | 8                      | 8                                 |
| CPU                     | Core High            | Nome                 | Hurricane                      | Vortex                 | Vortex                            |
| CPU                     | Core High            | Frequenza            | 3 × (2,34 GHz)                 | 4 × (2,49 GHz)         | 4 × (2,49 GHz)                    |
| CPU                     | Core High            | Cache L1             | n. core × (64+64 KB)           | n. core × (128+128 KB) | n. core × (128+128 KB)            |
| CPU                     | Core Low             | Nome                 | Zephyr                         | Tempest                | Tempest                           |
| CPU                     | Core Low             | Frequenza            | 3 × (1,3 GHz)                  | 4 × (1,59 GHz)         | 4 × (1,59 GHz)                    |
| CPU                     | Core Low             | Cache L1             | n. core × (32+32 KB)           | n. core × (32+32 KB)   | n. core × (32+32 KB)              |
| CPU                     | Cache L2 (condiviso) | Cache L2 (condiviso) | 8 MB                           | 8 MB                   | 8 MB                              |
| CPU                     | Cache L3 (condiviso) | Cache L3 (condiviso) | ✘                              | ✘                      | ✘                                 |
| GPU                     | Nome (modello)       | Nome (modello)       | PowerVR (GT7600 Plus)          | Apple GPU              | Apple GPU                         |
| GPU                     | Nº core              | Nº core              | 12                             | 7                      | 8                                 |
| GPU                     | Frequenza            | Frequenza            | 900 MHz                        | 1130 MHz               | -                                 |
| GPU                     | Velocità             | Velocità             | 364,8 GFLOPS                   | 967,6 GFLOPS           | -                                 |
| RAM                     | Tipo                 | Tipo                 | LPDDR4-3200                    | LPDDR4X-4266           | LPDDR4X-4266                      |
| RAM                     | Dimensione           | Dimensione           | 4 GB                           | 4 / 6 GB               | 6 GB                              |
| RAM                     | Larghezza del canale | Larghezza del canale | 128 bit                        | 128 bit                | 128 bit                           |
| RAM                     | Larghezza di banda   | Larghezza di banda   | 51,2 GB/s                      | 68,2 GB/s              | 68,2 GB/s                         |
| Altri componenti        | Coprocessore M       | Coprocessore M       | M10                            | M12                    | M12                               |
| Altri componenti        | Secure Enclave       | Secure Enclave       | ✔                              | ✔                      | ✔                                 |
| Produttore              | Produttore           | Produttore           | TSMC                           | TSMC                   | TSMC                              |

## Serie M
La serie M è stata introdotta il 10 novembre 2020 con l'Apple M1 ed è pensata appositamente per i Mac e iPad.
La serie prevede per ogni generazione 3 varianti oltre al modello entry-level: Pro, Max e Ultra. 

### M entry-level
|                         |                              |                              | Apple M1 | Apple M2 | Apple M3 | Apple M4 |
| ----------------------- | ---------------------------- | ---------------------------- | --- | --- | --- | --- |
| Codice                  | Codice                       | Codice                       | APL1102 | APL1109 | APL1201 | APL1206 |
| Immagine                |                              |                              | | | | |
| Set istruzione (ISA)    | Set istruzione (ISA)         | Set istruzione (ISA)         | ARMv8.4-A (ARM) | ARMv8.5-A (ARM) | ARMv8.6-A (ARM) | ARMv9.2-A (ARM) |
| Architettura            | Architettura                 | Architettura                 | 64 bit | 64 bit | 64 bit | 64 bit |
| Commercializzazione     | Commercializzazione          | Commercializzazione          | novembre 2020 | giugno 2022 | ottobre 2023 | maggio 2024 |
| Dispositivi predisposti | Dispositivi predisposti      | Dispositivi predisposti      | - 2020: MacBook Air 13" - 2020: MacBook Pro 13" - 2020: Mac mini - 2021: iMac 24" - 2021: iPad Pro (3ª gen.) 11" - 2021: iPad Pro (5ª gen.) 12,9" - 2022: iPad Air (5ª gen.) 10.9" | - 2021: iMac 24" - 2021: iPad Pro (3ª gen.) 11" - 2021: iPad Pro (5ª gen.) 12,9" - 2022: MacBook Air 13" - 2022: MacBook Pro 13" - 2022: iPad Pro (4ª gen) 11" - 2022: iPad Pro (6ª gen) 12,9" - 2023: Mac mini - 2023: MacBook Air 15" - 2024: iPad Air (M2) 11" - 2024 iPad Air (M2) 13" | - 2023: MacBook Pro 14" - 2023: iMac 24" - 2024: MacBook Air 13" - 2024: MacBook Air 15" - 2024: iPad Air (M3) 11" - 2024: iPad Air (M3) 13" | - 2024: iPad Pro 11" - 2024: iPad Pro 13" - 2024: iMac 24" - 2024: Mac mini - 2024: MacBook Pro 14" - 2025: MacBook Air 13" - 2025: MacBook Air 15" |
| Caratteristiche fisiche | Dimensione                   | Dimensione                   | 120 mm2 | 155,25 mm2 | 152,53 mm2 | 169,35 mm2 |
| Caratteristiche fisiche | Litografia                   | Litografia                   | 5 nm(EUV) (TSMC N5) | 5 nm(EUV) (TSMC N5P) | 3 nm(EUV) (TSMC N3B) | 3 nm(EUV) (TSMC N3E) |
| Caratteristiche fisiche | Processo                     | Processo                     | FinFET | FinFET | FinFET | FinFET |
| Caratteristiche fisiche | Nº transistor                | Nº transistor                | 16 miliardi | 20 miliardi | 25 miliardi | 28 miliardi |
| CPU                     | Nº core                      | Nº core                      | 8 | 8 | 8 | 8 / 9 / 10 |
| CPU                     | Core High                    | Nome                         | Firestorm | Avalanche | Everest | |
| CPU                     | Core High                    | Frequenza                    | 4 × (3,2 GHz) | 4 × (3,504 GHz) | 4 × (4,056 GHz) | 3/4 × (4,41 GHz) |
| CPU                     | Core High                    | Cache L1                     | n. core × (192+128 KB) | n. core × (192+128 KB) | n. core × (192+128 KB) | n. core × (192+128 KB) |
| CPU                     | Core High                    | Cache L2                     | 12 MB (condiviso) | 16 MB (condiviso) | 16 MB (condiviso) | 16 MB (condiviso) |
| CPU                     | Core Low                     | Nome                         | Icestorm | Blizzard | Sawtooth | |
| CPU                     | Core Low                     | Frequenza                    | 4 × (2,0 GHz) | 4 × (2,424 GHz) | 4 × (2,784 GHz) | 4/6 × (2,89 GHz) |
| CPU                     | Core Low                     | Cache L1                     | n. core × (128+64 KB) | n. core × (128+64 KB) | n. core × (128+64 KB) | n. core × (128+64 KB) |
| CPU                     | Core Low                     | Cache L2                     | 4 MB (condiviso) | 4 MB (condiviso) | 4 MB (condiviso) | 4 MB (condiviso) |
| CPU                     | Cache L3                     | Cache L3                     | 8 MB (condiviso) | 8 MB (condiviso) | 8 MB (condiviso) | 8 MB (condiviso) |
| GPU                     | Nº core                      | Nº core                      | 7 / 8 | 8 / 10 | 8 / 10 | 8 / 10 |
| GPU                     | Frequenza                    | Frequenza                    | 1,280 GHz | 1,398 GHz | 1,398 GHz | 1,598 GHz |
| GPU                     | Velocità (TFLOPS)            | Velocità (TFLOPS)            | 2,66 | 3,58 | 3,55 | 4,09 |
| GPU                     | Dynamic Caching              | Dynamic Caching              | ✘ | ✘ | ✔ | ✔ |
| GPU                     | Ray Tracing                  | Ray Tracing                  | ✘ | ✘ | ✔ | ✔ |
| GPU                     | Mesh Shading                 | Mesh Shading                 | ✘ | ✘ | ✔ | ✔ |
| NPU                     | Nº core                      | Nº core                      | 16 | 16 | 16 | 16 |
| NPU                     | Velocità (TOPS)              | Velocità (TOPS)              | 11,0 TOPS | 15,8 TOPS | 18 TOPS | 38 TOPS |
| Encode Decode Engine    | Video H.264                  | Video H.264                  | ✔ | ✔ | ✔ | ✔ |
| Encode Decode Engine    | Video H.265                  | Video H.265                  | ✔ | ✔ | ✔ | ✔ |
| Encode Decode Engine    | Video 4K                     | Video 4K                     | ✔ | ✔ | ✔ | ✔ |
| Encode Decode Engine    | Video 8K                     | Video 8K                     | ✘ | ✔ | ✔ | ✔ |
| Encode Decode Engine    | ProRes                       | ProRes                       | ✘ | ✔ | ✔ | ✔ |
| Encode Decode Engine    | ProRes RAW                   | ProRes RAW                   | ✘ | ✔ | ✔ | ✔ |
| Encode Decode Engine    | AV1                          | AV1                          | ✘ | ✘ | ✔ | ✔ |
| UMA                     | Tipo                         | Tipo                         | LPDDR4X-4266 | LPDDR5-6400 | LPDDR5-6400 | LPDDR5X-7500 |
| UMA                     | Dimensione                   | Dimensione                   | 8 / 16 GB | 8 / 16 / 24 GB | 8 / 16 / 24 GB | 8 / 16 / 24 / 32 GB |
| UMA                     | Larghezza del canale         | Larghezza del canale         | 128 bit (2 mod x 64 bit) | 128 bit (2 mod x 64 bit) | 128 bit (2 mod x 64 bit) | 128 bit (2 mod x 64 bit) |
| UMA                     | Larghezza di banda           | Larghezza di banda           | 68,25 GB/s (2 mod x 34,1 GB/s) | 102,4 GB/s (2 mod x 51,2 GB/s) | 102,4 GB/s (2 mod x 51,2 GB/s) | 120 GB/s (? mod x ? GB/s) |
| Altri componenti        | ISP (Image Signal)           | ISP (Image Signal)           | ✔ | ✔ | ✔ | ✔ |
| Altri componenti        | DSP (Digital Signal)         | DSP (Digital Signal)         | ✔ | ✔ | ✔ | ✔ |
| Altri componenti        | SEP (Secure Enclave)         | SEP (Secure Enclave)         | ✔ | ✔ | ✔ | ✔ |
| Altri componenti        | Controller USB (Thunderbolt) | Controller USB (Thunderbolt) | ✔ (Thunderbolt 3/USB 4) | ✔ (Thunderbolt 4/USB 4) | ✔ (Thunderbolt 4/USB 4) | ✔ (Thunderbolt 4/USB 4) |
| Produttore              | Produttore                   | Produttore                   | TSMC | TSMC | TSMC | TSMC |

### Pro
|                         |                              |                              | Apple M1 Pro                                    | Apple M2 Pro                                    | Apple M3 Pro                                                 | Apple M4 Pro                                                     |
| ----------------------- | ---------------------------- | ---------------------------- | ----------------------------------------------- | ----------------------------------------------- | ------------------------------------------------------------ | ---------------------------------------------------------------- |
| Codice                  | Codice                       | Codice                       | APL1103                                         | APL1113                                         | APL1203                                                      |                                                                  |
| Immagine                |                              |                              |                                                 |                                                 |                                                              |                                                                  |
| Set istruzione (ISA)    | Set istruzione (ISA)         | Set istruzione (ISA)         | ARMv8.5-A (ARM)                                 | ARMv8.6-A (ARM)                                 | ARMv8.6-A (ARM)                                              | ARMv9.2-A (ARM)                                                  |
| Architettura            | Architettura                 | Architettura                 | 64 bit                                          | 64 bit                                          | 64 bit                                                       | 64 bit                                                           |
| Commercializzazione     | Commercializzazione          | Commercializzazione          | ottobre 2021                                    | gennaio 2023                                    | ottobre 2023                                                 | novembre 2024                                                    |
| Dispositivi             | Dispositivi                  | Dispositivi                  | - 2021: MacBook Pro 14" - 2021: MacBook Pro 16" | - 2023: MacBook Pro 14" - 2023: MacBook Pro 16" | - 2023: MacBook Pro 14" - 2023: MacBook Pro 16" - 2023: iMac | - 2024: MacBook Pro 14" - 2024: MacBook Pro 16" - 2024: Mac mini |
| Caratteristiche fisiche | Dimensione                   | Dimensione                   | 245 mm2 (stimata)                               | 259 mm2 (stimata)                               | 207 mm2 (stimata)                                            | ?                                                                |
| Caratteristiche fisiche | Litografia                   | Litografia                   | 5 nm(EUV) (TSMC N5)                             | 5 nm(EUV) (TSMC N5P)                            | 3 nm(EUV) (TSMC N3B)                                         | 3 nm(EUV) (TSMC N3E)                                             |
| Caratteristiche fisiche | Processo                     | Processo                     | FinFET                                          | FinFET                                          | FinFET                                                       | FinFET                                                           |
| Caratteristiche fisiche | Nº transistor                | Nº transistor                | 33,7 miliardi                                   | 40,0 miliardi                                   | 37,0 miliardi                                                | ?                                                                |
| CPU                     | Nº core                      | Nº core                      | 8 / 10                                          | 10 / 12                                         | 11 / 12                                                      | 12 / 14                                                          |
| CPU                     | Core High                    | Nome                         | Firestorm                                       | Avalanche                                       | Everest                                                      | ?                                                                |
| CPU                     | Core High                    | Frequenza                    | 6 / 8 × (3,23 GHz)                              | 6 / 8 × (3,48 GHz)                              | 5 / 6 × (4,06 GHz)                                           | 8 / 10 × (4,52 GHz)                                              |
| CPU                     | Core High                    | Cache L1                     | n. core × (192+128 KB)                          | n. core × (192+128 KB)                          | n. core × (192+128 KB)                                       | n. core × (192+128 KB)                                           |
| CPU                     | Core High                    | Cache L2                     | 24 MB (condiviso)                               | 32 MB (condiviso)                               | 16 MB (condiviso)                                            | 32 MB (condiviso)                                                |
| CPU                     | Core Low                     | Nome                         | Icestorm                                        | Blizzard                                        | Sawtooth                                                     | ?                                                                |
| CPU                     | Core Low                     | Frequenza                    | 2 × (2,06 GHz)                                  | 4 × (2,42 GHz)                                  | 6 × (2,75 GHz)                                               | 4 × (2,59 GHz)                                                   |
| CPU                     | Core Low                     | Cache L1                     | n. core × (128+64 KB)                           | n. core × (128+64 KB)                           | n. core × (128+64 KB)                                        | n. core × (128+64 KB)                                            |
| CPU                     | Core Low                     | Cache L2                     | 4 MB (condiviso)                                | 4 MB (condiviso)                                | 4 MB (condiviso)                                             | 4 MB (condiviso)                                                 |
| CPU                     | Cache L3                     | Cache L3                     | 24 MB (condiviso)                               | 24 MB (condiviso)                               | 12 MB (condiviso)                                            | 24 MB (condiviso)                                                |
| GPU                     | Nº core                      | Nº core                      | 14 / 16                                         | 16 / 19                                         | 14 / 18                                                      | 16 / 20                                                          |
| GPU                     | Frequenza                    | Frequenza                    | 1,280 GHz                                       | 1,398 GHz                                       | 1,380 GHz                                                    | 1,580 GHz                                                        |
| GPU                     | Velocità (TFLOPS)            | Velocità (TFLOPS)            | 4,58 / 5,30 TFLOPS                              | 5,72 / 6,80 TFLOPS                              | ?                                                            | ?                                                                |
| GPU                     | Dynamic Caching              | Dynamic Caching              | ✘                                               | ✘                                               | ✔                                                            | ✔                                                                |
| GPU                     | Ray Tracing                  | Ray Tracing                  | ✘                                               | ✘                                               | ✔                                                            | ✔                                                                |
| GPU                     | Mesh Shading                 | Mesh Shading                 | ✘                                               | ✘                                               | ✔                                                            | ✔                                                                |
| NPU                     | Nº core                      | Nº core                      | 16                                              | 16                                              | 16                                                           | 16                                                               |
| NPU                     | Velocità (FLOPS)             | Velocità (FLOPS)             | 11,1 FLOPS                                      | 15,8 FLOPS                                      | 18 TOPS                                                      | 38 TOPS                                                          |
| Encode Decode Engine    | Video H.264                  | Video H.264                  | ✔                                               | ✔                                               | ✔                                                            | ✔                                                                |
| Encode Decode Engine    | Video H.265                  | Video H.265                  | ✔                                               | ✔                                               | ✔                                                            | ✔                                                                |
| Encode Decode Engine    | Video 4K                     | Video 4K                     | ✔                                               | ✔                                               | ✔                                                            | ✔                                                                |
| Encode Decode Engine    | Video 8K                     | Video 8K                     | ✔                                               | ✔                                               | ✔                                                            | ✔                                                                |
| Encode Decode Engine    | ProRes (incl. RAW)           | ProRes (incl. RAW)           | ✔                                               | ✔                                               | ✔                                                            | ✔                                                                |
| Encode Decode Engine    | AV1                          | AV1                          | ✘                                               | ✘                                               | ✔                                                            | ✔                                                                |
| UMA                     | Tipo                         | Tipo                         | LPDDR5-6400                                     | LPDDR5-6400                                     | LPDDR5-6400                                                  | LPDDR5x-8533                                                     |
| UMA                     | Dimensione                   | Dimensione                   | 16 / 32 GB                                      | 16 / 32 GB                                      | 18 / 36 GB                                                   | 24 / 48 / 64 GB                                                  |
| UMA                     | Larghezza del canale         | Larghezza del canale         | 256 bit (4 mod x 64 bit)                        | 256 bit (4 mod x 64 bit)                        | 192 bit (3 mod x 64 bit)                                     | 256 bit (? mod x ? bit)                                          |
| UMA                     | Larghezza di banda           | Larghezza di banda           | 204,8 GB/s (4 mod x 51,2 GB/s)                  | 204,8 GB/s (4 mod x 51,2 GB/s)                  | 153,6 GB/s (3 mod x 51,2 GB/s)                               | 273 GB/s (? mod x ? GB/s)                                        |
| Altri componenti        | ISP (Image Signal)           | ISP (Image Signal)           | ✔                                               | ✔                                               | ✔                                                            | ✔                                                                |
| Altri componenti        | DSP (Digital Signal)         | DSP (Digital Signal)         | ✔                                               | ✔                                               | ✔                                                            | ✔                                                                |
| Altri componenti        | SEP (Secure Enclave)         | SEP (Secure Enclave)         | ✔                                               | ✔                                               | ✔                                                            | ✔                                                                |
| Altri componenti        | Controller USB (Thunderbolt) | Controller USB (Thunderbolt) | ✔ (Thunderbolt 4/USB 4)                         | ✔ (Thunderbolt 4/USB 4)                         | ✔ (Thunderbolt 4/USB 4)                                      | ✔ (Thunderbolt 5/USB 4)                                          |
| Produttore              | Produttore                   | Produttore                   | TSMC                                            | TSMC                                            | TSMC                                                         | TSMC                                                             |

### Max
|                         |                              |                              | Apple M1 Max                                    | Apple M2 Max                                                       | Apple M3 Max                                    | Apple M3 Max                                    | Apple M4 Max                                                       | Apple M4 Max                                                       |
| ----------------------- | ---------------------------- | ---------------------------- | ----------------------------------------------- | ------------------------------------------------------------------ | ----------------------------------------------- | ----------------------------------------------- | ------------------------------------------------------------------ | ------------------------------------------------------------------ |
| Codice                  | Codice                       | Codice                       | APL1104                                         | APL1111                                                            | APL1204                                         | APL1204                                         | ?                                                                  | ?                                                                  |
| Immagine                |                              |                              |                                                 |                                                                    |                                                 |                                                 |                                                                    |                                                                    |
| Set istruzione (ISA)    | Set istruzione (ISA)         | Set istruzione (ISA)         | ARMv8.5-A (ARM)                                 | ARMv8.6-A (ARM)                                                    | ARMv8.6-A (ARM)                                 | ARMv8.6-A (ARM)                                 | ARMv9.2-A (ARM)                                                    | ARMv9.2-A (ARM)                                                    |
| Architettura            | Architettura                 | Architettura                 | 64 bit                                          | 64 bit                                                             | 64 bit                                          | 64 bit                                          | 64 bit                                                             | 64 bit                                                             |
| Commercializzazione     | Commercializzazione          | Commercializzazione          | ottobre 2021                                    | gennaio 2023                                                       | novembre 2023                                   | novembre 2023                                   | novembre 2024                                                      | novembre 2024                                                      |
| Dispositivi             | Dispositivi                  | Dispositivi                  | - 2021: MacBook Pro 14" - 2021: MacBook Pro 16" | - 2023: MacBook Pro 14" - 2023: MacBook Pro 16" - 2023: Mac Studio | - 2023: MacBook Pro 14" - 2023: MacBook Pro 16" | - 2023: MacBook Pro 14" - 2023: MacBook Pro 16" | - 2024: MacBook Pro 14" - 2024: MacBook Pro 16" - 2025: Mac Studio | - 2024: MacBook Pro 14" - 2024: MacBook Pro 16" - 2025: Mac Studio |
| Caratteristiche fisiche | Dimensione                   | Dimensione                   | 432 mm2 (stimata)                               | 398 mm2 (stimata)                                                  | 467 mm2 (stimata)                               | 467 mm2 (stimata)                               | ?                                                                  | ?                                                                  |
| Caratteristiche fisiche | Litografia                   | Litografia                   | 5 nm(EUV) (TSMC N5)                             | 5 nm(EUV) (TSMC N5P)                                               | 3 nm(EUV) (TSMC N3B)                            | 3 nm(EUV) (TSMC N3B)                            | 3 nm(EUV) (TSMC N3E)                                               | 3 nm(EUV) (TSMC N3E)                                               |
| Caratteristiche fisiche | Processo                     | Processo                     | FinFET                                          | FinFET                                                             | FinFET                                          | FinFET                                          | FinFET                                                             | FinFET                                                             |
| Caratteristiche fisiche | Nº transistor                | Nº transistor                | 57 miliardi                                     | 67 miliardi                                                        | 92 miliardi                                     | 92 miliardi                                     | ?                                                                  | ?                                                                  |
| CPU                     | Nº core                      | Nº core                      | 8 / 10                                          | 10 / 12                                                            | 14 / 16                                         | 14 / 16                                         | 14 / 16                                                            | 14 / 16                                                            |
| CPU                     | Core High                    | Nome                         | Firestorm                                       | Avalanche                                                          | Everest                                         | Everest                                         | ?                                                                  | ?                                                                  |
| CPU                     | Core High                    | Frequenza                    | 6 / 8 × (3,22 GHz)                              | 6 / 8 × (3,48 GHz)                                                 | 10 / 12 × (4,06 GHz)                            | 10 / 12 × (4,06 GHz)                            | 10 / 12 × (4,52 GHz)                                               | 10 / 12 × (4,52 GHz)                                               |
| CPU                     | Core High                    | Cache L1                     | n. core × (192+128 KB)                          | n. core × (192+128 KB)                                             | n. core × (192+128 KB)                          | n. core × (192+128 KB)                          | n. core × (192+128 KB)                                             | n. core × (192+128 KB)                                             |
| CPU                     | Core High                    | Cache L2                     | 24 MB (condiviso)                               | 32 MB (condiviso)                                                  | 32 MB (condiviso)                               | 32 MB (condiviso)                               | 32 MB (condiviso)                                                  | 32 MB (condiviso)                                                  |
| CPU                     | Core Low                     | Nome                         | Icestorm                                        | Blizzard                                                           | Sawtooth                                        | Sawtooth                                        | ?                                                                  | ?                                                                  |
| CPU                     | Core Low                     | Frequenza                    | 2 × (2,06 GHz)                                  | 4 × (2,42 GHz)                                                     | 4 × (2,75 GHz)                                  | 4 × (2,75 GHz)                                  | 4 × (2,59 GHz)                                                     | 4 × (2,59 GHz)                                                     |
| CPU                     | Core Low                     | Cache L1                     | n. core × (128+64 KB)                           | n. core × (128+64 KB)                                              | n. core × (128+64 KB)                           | n. core × (128+64 KB)                           | n. core × (128+64 KB)                                              | n. core × (128+64 KB)                                              |
| CPU                     | Core Low                     | Cache L2                     | 4 MB (condiviso)                                | 4 MB (condiviso)                                                   | 4 MB (condiviso)                                | 4 MB (condiviso)                                | 4 MB (condiviso)                                                   | 4 MB (condiviso)                                                   |
| CPU                     | Cache L3                     | Cache L3                     | 48 MB (condiviso)                               | 48 MB (condiviso)                                                  | 48 MB (condiviso)                               | 48 MB (condiviso)                               | 48 MB (condiviso)                                                  | 48 MB (condiviso)                                                  |
| GPU                     | Nº core                      | Nº core                      | 24 / 32                                         | 30 / 38                                                            | 30 / 40                                         | 30 / 40                                         | 32 / 40                                                            | 32 / 40                                                            |
| GPU                     | Frequenza                    | Frequenza                    | 1,280 GHz                                       | 1,398 GHz                                                          | 1,380 GHz                                       | 1,380 GHz                                       | 1,580 GHz                                                          | 1,580 GHz                                                          |
| GPU                     | EU                           | EU                           | 384 / 512                                       | 480 / 608                                                          | 480 / 640                                       | 480 / 640                                       | 512 / 640                                                          | 512 / 640                                                          |
| GPU                     | ALU                          | ALU                          | 3072 / 4096                                     | 3840 / 4864                                                        | 3840 / 5120                                     | 3840 / 5120                                     | 4096 / 5120                                                        | 4096 / 5120                                                        |
| GPU                     | Velocità (TFLOPS)            | Velocità (TFLOPS)            | 7,83 / 10,6                                     | ?                                                                  | ?                                               | ?                                               | 18,4                                                               | 18,4                                                               |
| GPU                     | Dynamic Caching              | Dynamic Caching              | ✘                                               | ✘                                                                  | ✔                                               | ✔                                               | ✔                                                                  | ✔                                                                  |
| GPU                     | Ray Tracing                  | Ray Tracing                  | ✘                                               | ✘                                                                  | ✔                                               | ✔                                               | ✔                                                                  | ✔                                                                  |
| GPU                     | Mesh Shading                 | Mesh Shading                 | ✘                                               | ✘                                                                  | ✔                                               | ✔                                               | ✔                                                                  | ✔                                                                  |
| NPU                     | Nº core                      | Nº core                      | 16                                              | 16                                                                 | 16                                              | 16                                              | 16                                                                 | 16                                                                 |
| NPU                     | Velocità                     | Velocità                     | 11,1 TOPS                                       | 15,8 TOPS                                                          | 18 TOPS                                         | 18 TOPS                                         | 38 TOPS                                                            | 38 TOPS                                                            |
| Encode Decode Engine    | Video H.264                  | Video H.264                  | ✔                                               | ✔                                                                  | ✔                                               | ✔                                               | ✔                                                                  | ✔                                                                  |
| Encode Decode Engine    | Video H.265                  | Video H.265                  | ✔                                               | ✔                                                                  | ✔                                               | ✔                                               | ✔                                                                  | ✔                                                                  |
| Encode Decode Engine    | Video 4K                     | Video 4K                     | ✔                                               | ✔                                                                  | ✔                                               | ✔                                               | ✔                                                                  | ✔                                                                  |
| Encode Decode Engine    | Video 8K                     | Video 8K                     | ✔                                               | ✔                                                                  | ✔                                               | ✔                                               | ✔                                                                  | ✔                                                                  |
| Encode Decode Engine    | ProRes (incl. RAW)           | ProRes (incl. RAW)           | ✔ (× 2)                                         | ✔ (× 2)                                                            | ✔ (× 2)                                         | ✔ (× 2)                                         | ✔ (× 2)                                                            | ✔ (× 2)                                                            |
| Encode Decode Engine    | AV1                          | AV1                          | ✘                                               | ✘                                                                  | ✔                                               | ✔                                               | ✔                                                                  | ✔                                                                  |
| UMA                     | Tipo                         | Tipo                         | LPDDR5-6400                                     | LPDDR5-6400                                                        | LPDDR5-6400                                     | LPDDR5-6400                                     | LPDDR5X-8533                                                       | LPDDR5X-8533                                                       |
| UMA                     | Dimensione                   | Dimensione                   | 32 / 64 GB                                      | 32 / 64 / 96 GB                                                    | 36 / 96 GB                                      | 48 / 64 / 128 GB                                | 36 GB                                                              | 48 / 64 / 128 GB                                                   |
| UMA                     | Larghezza del canale         | Larghezza del canale         | 512 bit (4 mod x 128 bit)                       | 512 bit (4 mod x 128 bit)                                          | 384 bit (3 mod x 128 bit)                       | 512 bit (4 mod x 128 bit)                       | 384 bit (? mod x ? bit)                                            | 512 bit (? mod x ? bit)                                            |
| UMA                     | Larghezza di banda           | Larghezza di banda           | 409,6 Gbps                                      | 409,6 Gbps                                                         | 409,6 Gbps                                      | 409,6 Gbps                                      | 410 Gbps                                                           | 546 Gbps                                                           |
| Altri componenti        | ISP (Image Signal)           | ISP (Image Signal)           | ✔                                               | ✔                                                                  | ✔                                               | ✔                                               | ✔                                                                  | ✔                                                                  |
| Altri componenti        | DSP (Digital Signal)         | DSP (Digital Signal)         | ✔                                               | ✔                                                                  | ✔                                               | ✔                                               | ✔                                                                  | ✔                                                                  |
| Altri componenti        | SEP (Secure Enclave)         | SEP (Secure Enclave)         | ✔                                               | ✔                                                                  | ✔                                               | ✔                                               | ✔                                                                  | ✔                                                                  |
| Altri componenti        | Controller USB (Thunderbolt) | Controller USB (Thunderbolt) | ✔ (Thunderbolt 4/USB 4)                         | ✔ (Thunderbolt 4/USB 4)                                            | ✔ (Thunderbolt 4/USB 4)                         | ✔ (Thunderbolt 4/USB 4)                         | ✔ (Thunderbolt 5/USB 4)                                            | ✔ (Thunderbolt 5/USB 4)                                            |
| Produttore              | Produttore                   | Produttore                   | TSMC                                            | TSMC                                                               | TSMC                                            | TSMC                                            | TSMC                                                               | TSMC                                                               |

### Ultra
|                         |                              |                              | Apple M1 Ultra             | Apple M2 Ultra                     | Apple M3 Ultra             |
| ----------------------- | ---------------------------- | ---------------------------- | -------------------------- | ---------------------------------- | -------------------------- |
| Codice                  | Codice                       | Codice                       | APL1106                    | ?                                  | ?                          |
| Immagine                |                              |                              |                            |                                    |                            |
| Set istruzione (ISA)    | Set istruzione (ISA)         | Set istruzione (ISA)         | ARMv8.6-A (ARM)            | ARMv8.6-A (ARM)                    | ARMv8.6-A (ARM)            |
| Architettura            | Architettura                 | Architettura                 | 64 bit                     | 64 bit                             | 64 bit                     |
| Commercializzazione     | Commercializzazione          | Commercializzazione          | marzo 2022                 | giugno 2023                        | marzo 2025                 |
| Dispositivi             | Dispositivi                  | Dispositivi                  | - 2022: Mac Studio         | - 2023: Mac Studio - 2023: Mac Pro | - 2025: Mac Studio         |
| Caratteristiche fisiche | Dimensione                   | Dimensione                   | 864 mm2 (stimata)          | 795 mm2 (stimata)                  | ?                          |
| Caratteristiche fisiche | Litografia                   | Litografia                   | 5 nm(EUV) (TSMC N5)        | 5 nm(EUV) (TSMC N5P)               | 3 nm(EUV) (TSMC N3E)       |
| Caratteristiche fisiche | Processo                     | Processo                     | FinFET                     | FinFET                             | FinFET                     |
| Caratteristiche fisiche | Nº transistor                | Nº transistor                | 114 miliardi               | 134 miliardi                       | 184 miliardi               |
| CPU                     | N° core                      | N° core                      | 20                         | 24                                 | 28 / 32                    |
| CPU                     | Core High                    | Nome                         | Firestorm                  | Avalance                           | Everest                    |
| CPU                     | Core High                    | Frequenza                    | 16 × 3,23 GHz              | 16 × 3,68 GHz                      | 20 / 24 × 4,05 GHz         |
| CPU                     | Core High                    | Cache L1                     | n. core × (192+128 KB)     | n. core × (192+128 KB)             | n. core × (192+128 KB)     |
| CPU                     | Core High                    | Cache L2                     | 48 MB (condiviso)          | 64 MB (condiviso)                  | 64 MB (condiviso)          |
| CPU                     | Core Low                     | Nome                         | Icestorm                   | Blizzard                           | Sawtooth                   |
| CPU                     | Core Low                     | Frequenza                    | 4 × 2,064 GHz              | 8 × 2,80 GHz                       | 8 × 2,57 GHz               |
| CPU                     | Core Low                     | Cache L1                     | n. core × (128+64 KB)      | n. core × (128+64 KB)              | n. core × (128+64 KB)      |
| CPU                     | Core Low                     | Cache L2                     | 8 MB (condiviso)           | 8 MB (condiviso)                   | 8 MB (condiviso)           |
| CPU                     | Cache L3                     | Cache L3                     | 96 MB (condiviso)          | 96 MB (condiviso)                  | 96 MB (condiviso)          |
| GPU                     | Nº core                      | Nº core                      | 48 / 64                    | 60 / 76                            | 60 / 80                    |
| GPU                     | Frequenza                    | Frequenza                    | 1,296 GHz                  | 1,398 GHz                          | 1,380 GHz                  |
| GPU                     | Velocità (TFLOPS)            | Velocità (TFLOPS)            | 15,7 / 21,2                | ?                                  | ?                          |
| GPU                     | Dynamic Caching              | Dynamic Caching              | ✘                          | ✘                                  | ✔                          |
| GPU                     | Ray Tracing                  | Ray Tracing                  | ✘                          | ✘                                  | ✔                          |
| GPU                     | Mesh Shading                 | Mesh Shading                 | ✘                          | ✘                                  | ✔                          |
| NPU                     | Nº core                      | Nº core                      | 32                         | 32                                 | 32                         |
| NPU                     | Velocità                     | Velocità                     | 22,2 TOPS                  | 31,6 TOPS                          | 36 TOPS                    |
| Encode Decode Engine    | Video H.264                  | Video H.264                  | ✔                          | ✔                                  | ✔                          |
| Encode Decode Engine    | Video H.265                  | Video H.265                  | ✔                          | ✔                                  | ✔                          |
| Encode Decode Engine    | Video 4K                     | Video 4K                     | ✔                          | ✔                                  | ✔                          |
| Encode Decode Engine    | Video 8K                     | Video 8K                     | ✔                          | ✔                                  | ✔                          |
| Encode Decode Engine    | ProRes (incl. RAW)           | ProRes (incl. RAW)           | ✔ (× 4)                    | ✔ (× 4)                            | ✔ (× 4)                    |
| UMA                     | Tipo                         | Tipo                         | LPDDR5-6400                | LPDDR5-6400                        | LPDDR5-6400                |
| UMA                     | Dimensione                   | Dimensione                   | 64 / 128 GB                | 64 / 128 / 192 GB                  | 96 / 256 / 512 GB          |
| UMA                     | Channel                      | Channel                      | 1024 bit (8 mod x 128 bit) | 1024 bit (8 mod x 128 bit)         | 1024 bit (8 mod x 128 bit) |
| UMA                     | Larghezza di banda           | Larghezza di banda           | 819,2 GB/s                 | 819,2 GB/s                         | 819,2 GB/s                 |
| Altri componenti        | ISP (Image Signal)           | ISP (Image Signal)           | ✔                          | ✔                                  | ✔                          |
| Altri componenti        | DSP (Digital Signal)         | DSP (Digital Signal)         | ✔                          | ✔                                  | ✔                          |
| Altri componenti        | SEP (Secure Enclave)         | SEP (Secure Enclave)         | ✔                          | ✔                                  | ✔                          |
| Altri componenti        | Controller USB (Thunderbolt) | Controller USB (Thunderbolt) | ✔ (Thunderbolt 4/USB 4)    | ✔ (Thunderbolt 4/USB 4)            | ✔ (Thunderbolt 5/USB 4)    |
| Produttore              | Produttore                   | Produttore                   | TSMC                       | TSMC                               | TSMC                       |

## Serie S
La serie di processori Apple S è una famiglia di Systems in Package (SiP) utilizzata su Apple Watch e su alcuni modelli di HomePod. Utilizza un processore applicativo personalizzato che insieme ai processori di memoria, archiviazione e supporto per connettività wireless, sensori e I / O comprende un computer completo in un unico pacchetto. Sono progettati da Apple e prodotti da società terze.

## Serie W
La serie di processori Apple W è una famiglia di system-on-a-chip (SoC) e chip wireless (con particolare attenzione alla connettività Bluetooth e WiFi).
Il chip Apple W1 è presente all'interno di AirPods prima generazione.